# ハンス・ギュンター
ハンス・フリードリヒ・カール・ギュンター（Hans Friedrich Karl Günther, 1891年2月16日　- 1968年9月25日）は、ナチス・ドイツ時代の学者、政治家。
ナチスお抱えの人種学者（優生学者）として、その人種政策・民族政策に多大な影響を与え、「人種学の教皇」(Rassenpapst) と綽名された。

## 生涯

### 生い立ち
帝政ドイツ下の自治国家バーデン大公国の首都フライブルク・イム・ブライスガウで、音楽家の子として生まれた。青年期に地元のフライブルク大学で比較言語学を学んでいたが、動物学や地理学などの講義を聴くうちに志を変え、1911年にフランスのソルボンヌ大学に転学して学び直し、最終的に博士号を授与された。同時期に勃発した第一次世界大戦に兵士として出征、歩兵連隊に従軍したがすぐに病気を患って除隊を宣告された。体の弱さから兵士としては不向きと考えられた彼は赤十字社の活動で軍に貢献する道を選んだ。

### 人種学者としての成功

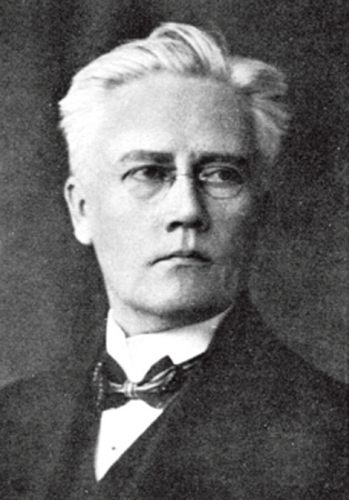
ヘルマン・ルンドボリ

1919年、戦争が敗戦に終わった後に赤十字社を離れたギュンターは故郷に戻り、文筆活動に新たな人生の目標を求めた。彼は『騎士、死と悪魔：英雄叙事詩』という著作で、人種学的な側面から戦後起こりつつあった新しい形の国家主義勢力の思想を擁護しようと試みた。これがその「新しい国家主義」の典型であったナチス、そしてその指導者層に属していたハインリヒ・ヒムラーに大変な感銘を与えることになった。しかしすぐにギュンターがナチスに関わることにはならなかった。著作出版後、ギュンターはしばらくドレスデン博物館での勤務で生活費を捻出しながら、オーストリアのウィーン大学に通って人種学の研究を続けていた。
ギュンターは最初の妻と別れてノルウェー人の女性と再婚すると、1923年に後妻の実家のある北欧へと活動の場を移した。移住先の北欧で彼は人種学の研究家として厚遇を受け、ヘルマン・ルンドボリが率いるスウェーデンのウプサラ大学人種生物学研究所から名誉賞を授与された。ノルウェー時代は親ナチ派の政治家ヴィドクン・クヴィスリングとも親交を持った。1931年、イェーナ大学の教授の地位を得て、ノルウェーを離れドイツに帰国した。

### ナチスとの関わり
1935年にギュンターは人種学の権威としてベルリン大学に生物学と人種学の教授として招致され、1940年からは最初の母校であるフライブルク大学でも教鞭を執った。背景には彼の理論に傾倒していたナチスの台頭があり、ナチスは人種政策の決定においてギュンターの理論を下敷きにして行っていた。ギュンターもまた1931年にナチスに入党していた。
ナチスはギュンターに大学の教授職を歴任させつつ、いくつもの権威ある科学賞を彼に授与した。その中にはアドルフ・ヒトラー自らが創設した芸術・科学で偉大な功績を残した人物に与えられるとしたゲーテ・メダルも含まれており、ナチスの党機関紙はギュンターの学説を「ナチスの誇り」とまで賛美した。
第二次世界大戦が勃発するとより深くナチスと関わり、1941年3月には東部占領地域相アルフレート・ローゼンベルクから「ユダヤ人問題会議」のメンバーに指名され、人種的側面からユダヤ系住民の扱いについて意見を求められた。会議ではユダヤ系住民の扱いについて同化政策や強制労働、大量虐殺に至るまで様々な「解決法」が延々と議論された。ギュンターは会議について「退屈であった」とだけ書き残しており、彼がローゼンベルクの「ユダヤ人絶滅政策」に積極的に関与したかどうかは定かではない。
とはいえ東ヨーロッパ人種の劣等論などナチズムのイデオロギー形成に多大な影響を与え、自らも恩恵を受けていたギュンターがナチスに無関係とは言いがたかった。第二次世界大戦終結後にギュンターは連合軍に拘束され、「直接的に関与はしていない」と結論付けられたものの、3年間の捕虜生活を送ることになった。

### 晩年
しかしギュンターの側も自らの持論を曲げることはなく、戦後もホロコースト否定や人種論研究に没頭し続けた。早くも1951年に西ドイツで人種学的に良い結婚相手を選ぶように奨励した『夫の選択』という著作を刊行している。彼は優生学に基づいた断種政策を強く支持して、ナチス時代の選択的断種すら批判の対象にしていた。1959年には人種淘汰が薄れゆく戦後ヨーロッパの衰退を危惧して、州による家族の管理計画を主張する著作を発表している。

## 人種理論

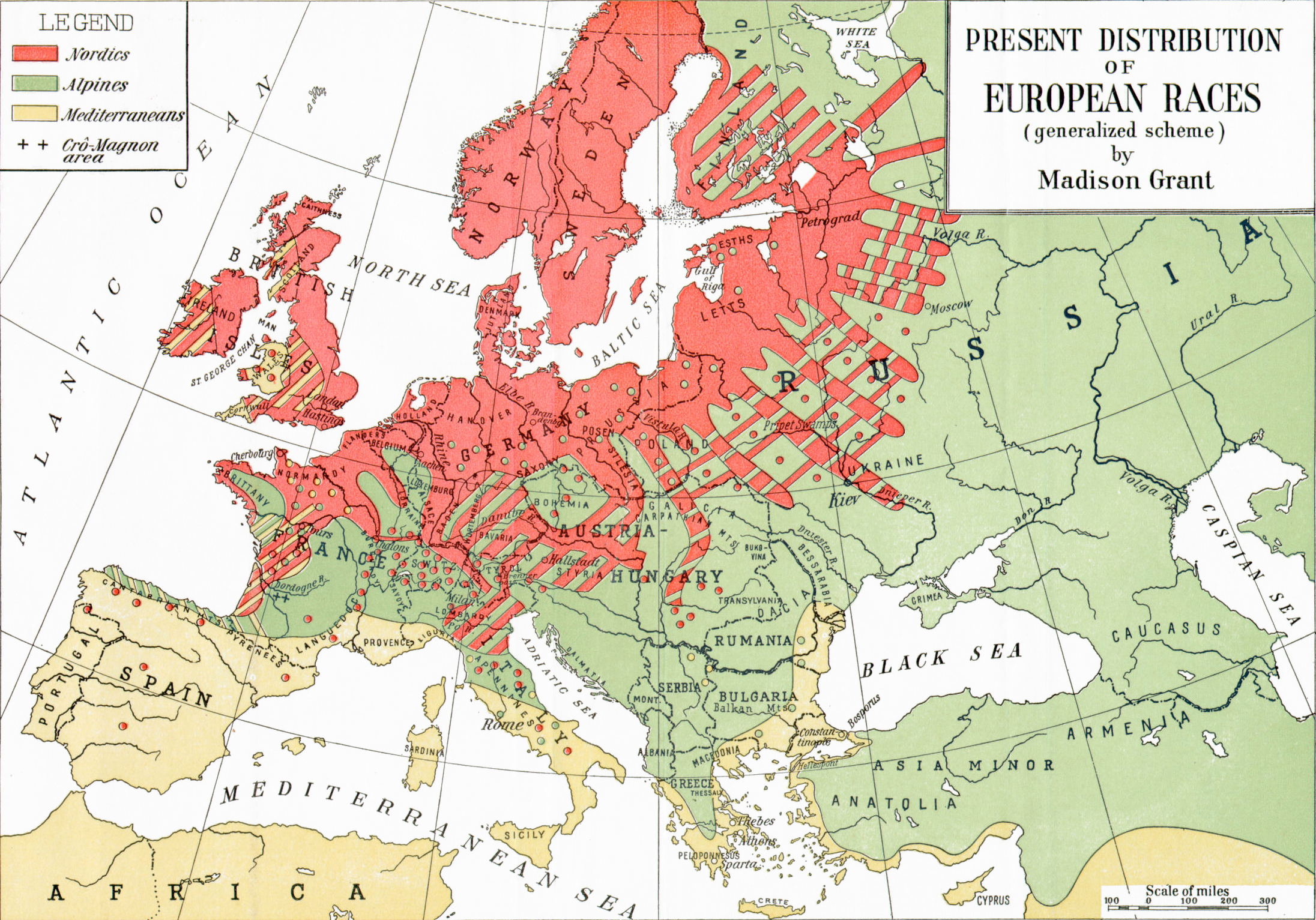
マディソン・グラントによる欧州における人種図（1911年）。黄色が地中海人種、緑色がアルプス人種、赤色が北方人種とされた。

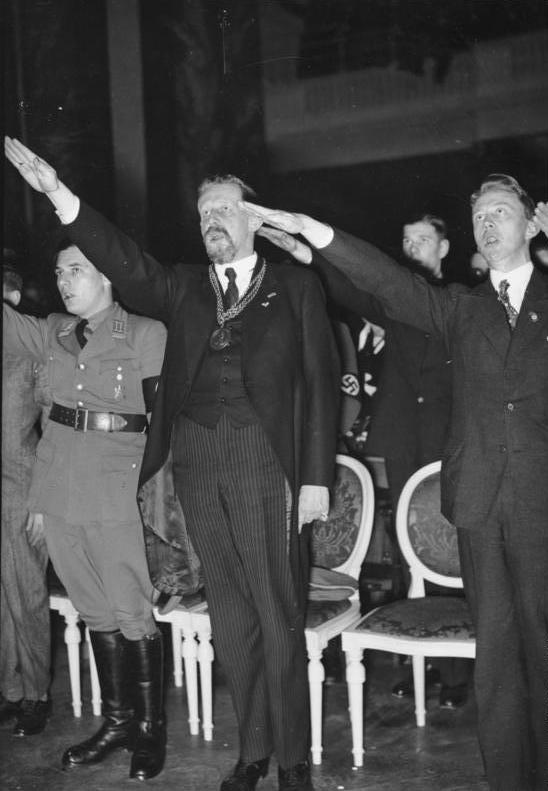
オイゲン・フィッシャー（左から2人目）

ギュンターの理論は概ね当時流行していた「ノルディック・イデオロギー」（北方人種至上主義）に基づいている。彼の母校フライブルク大学の教授には、ドイツ人種学の大家でノルディック・イデオロギーによる優生学を主張したオイゲン・フィッシャーがおり、ギュンターが影響を受けた可能性は高い。また、ギュンターはアメリカ合衆国のマディソン・グラントの理論も取り入れている。ヒトラーはグラントの『偉大な人種の消滅』を「私の聖書」と呼んで愛読していた。
ギュンターは白人を、北方人種・西方人種・東方人種・東バルト人種・ファリック人種・ディナール人種の6分類に分割した。このうち、西方人種と東方人種はより頻繁に用いられている地中海人種（西方）とアルプス人種（東方）の代替用語で、定義はほとんど変わらなかった。ファリック人種は後の著作になるにつれて、次第に棄却された。東バルト人種はアルプス人種のうち東欧からロシアの住民を指したもので、ディナール人種はバルカン半島のアルプス人種を指した用語であり、ギュンター以前から用いられていた。
彼の理論において、北方人種は主たる人種として欧州文明を築いた偉大な種族であり、ヨーロッパ史の優れた文明の全てが彼らによって始められたとギュンターは強弁した。そしてキリスト的価値観からユダヤ教徒（セム種族とも）は、ヨーロッパ文明を阻害するためにアジア人によって打ち込まれた楔であると批判した。他の白人種については西方人種、東方人種、ディナール人種は北方人種ほどではないが、北方種を支えてきた勇敢で賢明な種族として賞賛した。しかし反対に東バルト人種は北方人種との近縁性を徹底して否定した上で「劣等人種」と定義した（「欧州史における人種」）。
彼のこうした理論はナチスによる占領政策によって現実に反映されることになった。全く科学的客観性と根拠に欠ける恣意的な人種優劣論に過ぎない。